# Rečnoj vokzal (stanice metra v Moskvě)
Rečnoj vokzal (rusky Речной вокзал, do češtiny přeložitelné jako Říční nádraží) je stanice moskevského metra na Zamoskvorecké lince.

## Charakter stanice
Stanice je podzemní, mělce, pouhých 6 m hluboko pod zemí, založená. Ostrovní nástupiště podpírá celkem 40 čtyřhranných sloupů, které jsou umístěné ve dvou řadách; ty samotné mají mezi sebou 4m odstup. Na obklad sloupů byl použit tmavý mramor, na stěny za nástupištěm pak dlaždice; dole v modré a nahoře v bílé barvě. Stanice má dva výstupy, každý vede do svého vestibulu.
Rečnoj vokzal byl otevřen 30. prosince roku 1964; do 31. prosince 2017, kdy byl otevřen úsek do stanice Chovrino, plnil funkci severní konečné tmavozelené linky. Do roku 1975 se jednalo též i o nejsevernější stanici Moskevského metra. Denně Rečnoj vokzal využije na 115 000 cestujících.
Severním směrem dále za stanicí se nacházejí odstavné koleje, probíhá tam též i noční údržba vlaků.